# Le Gast

Le Gast este o comună în departamentul Calvados, Franța. În 1 ianuarie 2018 avea o populație de 170 de locuitori.